# Agit Prop
Agit Prop ist der Name einer finnischen politischen Musikgruppe. Die Mitglieder der Band, die Anfang der 1970er Jahre gegründet wurde, stammen aus dem Umfeld der Kommunistischen Partei Finnlands (SKP).

## Geschichte
Zu den Gründungsmitgliedern gehörten neben Pekka Aarnio und Sinikka Sokka auch die Brüder Tapani, Martti und Mika Launis. Weitere Mitglieder im Laufe der Jahre wurden Anu Saari, Kiti Neuvonen und Liisa Tavi. Der Name Agit Prop rührt vom russischen Kunstwort Agitprop, das aus den Wörtern Agitation und Propaganda zusammengesetzt ist.
Im Februar 1971 nahm die Gruppe am 2. Festival des politischen Liedes in der DDR teil. Auch bei den Weltfestspielen 1973 und beim Festival im Jahr 1980 gehörte die Gruppe zu den Teilnehmern.
Agit Prop, die dem Label Love Records angehörten, veröffentlichten 1972 das Album Agit-propin kvartetti laulaa työväenlauluja sowie 1977 das Album Laulu kaikille. 1995 erschien die Kompilation Agit Prop 1970–1977 mit 25 Titeln.
Nach 2000 startete die Gruppe ein Comeback und trat unter anderem auf dem Provinssirock in Seinäjoki auf.

## Diskografie
- 1972: Agit-propin kvartetti laulaa työväenlauluja
- 1974: Laulu kaikille
- 1977: Väinämöisen soitto
- 1995: Agit Prop 1970–1977